# Schloss Hafenpreppach
Das Schloss Hafenpreppach liegt auf einem niedrigen Hügel über dem Maroldsweisacher Ortsteil Hafenpreppach im Landkreis Haßberge (Unterfranken). Die zweiflügelige Barockanlage beherbergte nach dem Zweiten Weltkrieg ein Kinderheim; heute dient es als privater Wohnsitz des Malers und Komponisten Anton Höger.

## Geschichte

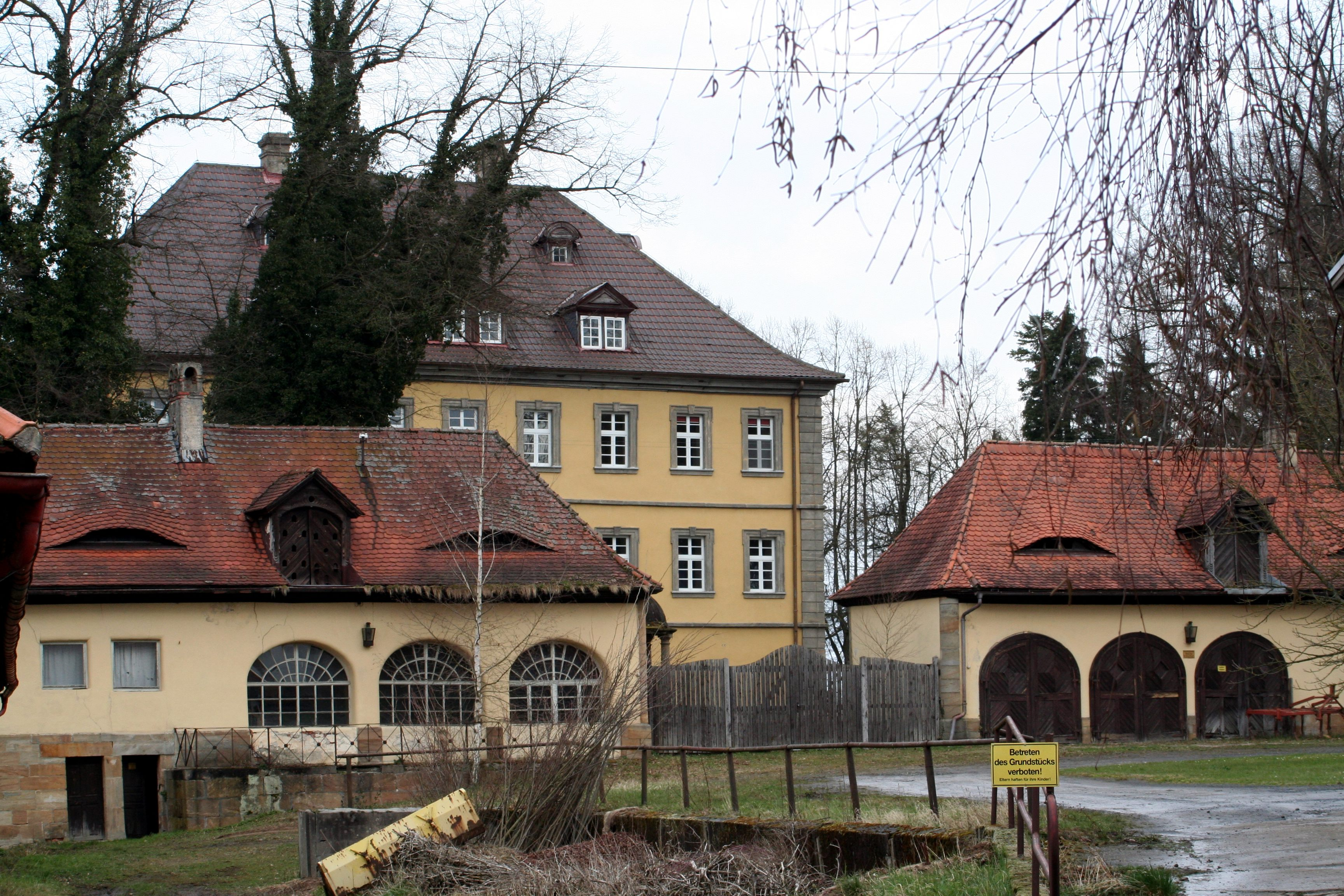
Südfassade

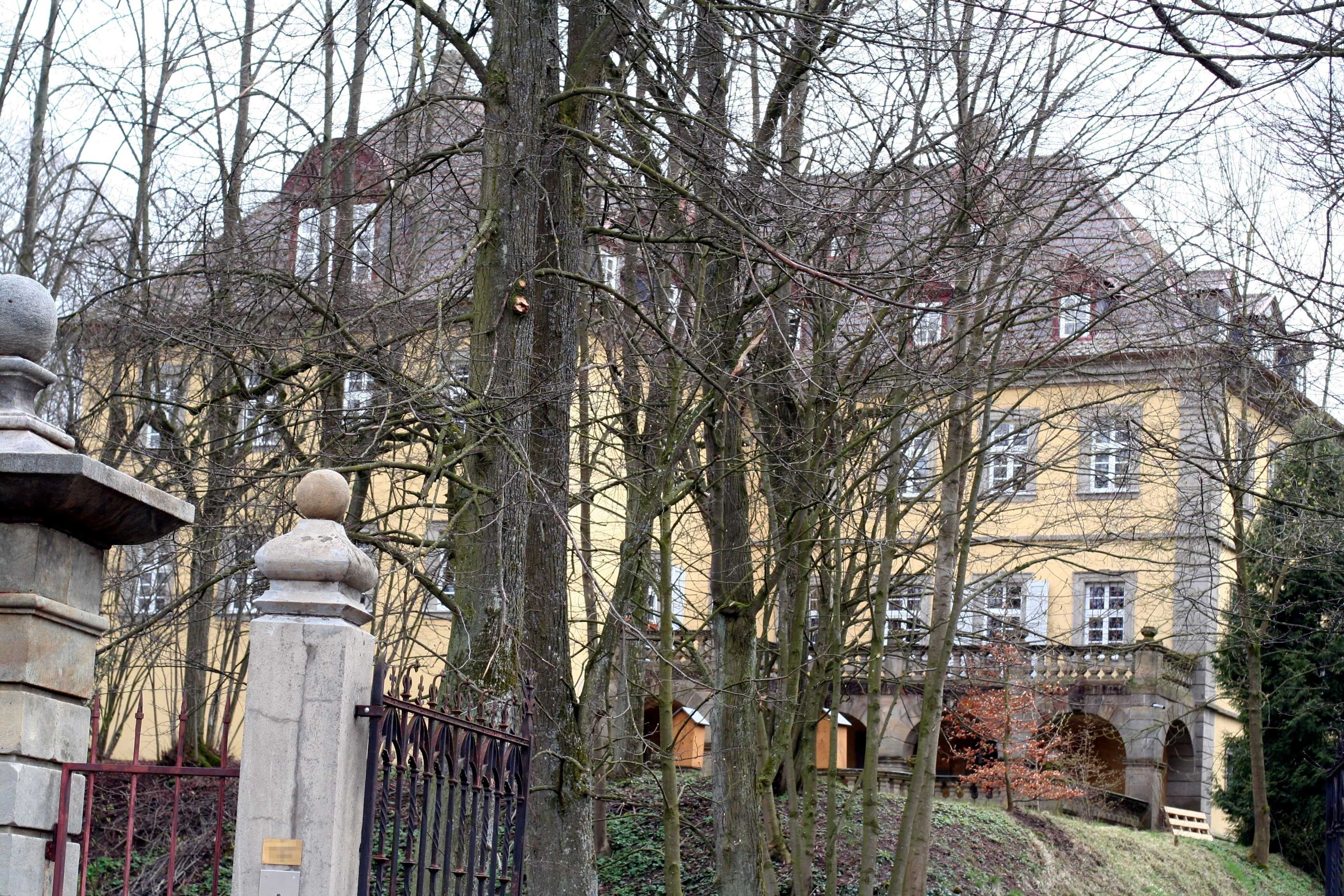
Nordfassade

Spätestens ab dem 16. Jahrhundert saß eine Linie der Stein von Altenstein in Hafenpreppach, das sie als Lehen vom Hochstift Würzburg erhalten hatten. Die Stammburg dieser Familie liegt in der Nähe auf einem Höhenkamm (Burg Altenstein). Ab 1664 war das Gut im Besitz der Freiherren von Greiffenclau. Ein Viertel dieser Herrschaft unterstand allerdings der Lehenshoheit des Hauses Sachsen-Römhild. Die Greiffenclau hielten das Schloss bis 1789. Anschließend wechselte die Anlage mehrmals den Eigentümer. Als der letzte Schlosserbe Helmut Riehl 1942 im Zweiten Weltkrieg an der Ostfront fiel, wurde von seinen Eltern der Gesamtbesitz in eine Stiftung unter der Treuhänderschaft des Bayerischen Roten Kreuzes überführt. Nach dem Krieg baute man das Anwesen zum Kinderheim um, das 1978 geschlossen wurde. Ab 1980 begannen umfangreiche Sanierungsmaßnahmen an der Bausubstanz. Der Eigentümer der Stiftung, das Bayerische Rote Kreuz, verkaufte 1989 das Schloss an private Interessenten. Es wechselte im Jahr 2016 den Besitzer, der die Einrichtung einer Musik- und Kunstakademie plante.
Der Hauptbau geht im Kern noch auf das 16./17. Jahrhundert zurück und wurde wahrscheinlich ab 1714 unter dem Würzburger Fürstbischof Johann Philipp von Greiffenclau umgebaut und erweitert. Greiffenclau hatte sich kurz vorher auch im nahen Gereuth ein repräsentatives Landschloss erbauen lassen. Diese Baumaßnahmen dienten wohl als Kapitalanlage aus Furcht vor einer Abwertung des fränkischen Gulden, der damals einen hohen Wert erreicht hatte.
Bis 1960 war dem Hauptgebäude südlich das „Alte Schloss“ vorgelagert. Der zweigeschossige Renaissancebau mit seinem hohen Satteldach und den markanten Schweifgiebeln fiel jedoch vor seiner Unterschutzstellung der Spitzhacke zum Opfer (Ansichten im Inventarband). Das Gebäude diente jedoch wohl von Anfang an als Verwalterhaus, die Bezeichnung „Altes Schloss“ dürfte also irreführend sein.

## Baubeschreibung
Der winkelförmige, dreigeschossige Schlossbau wird durch ein Walmdach mit Gauben abgeschlossen. Einfache Außengliederung aus profilierten Fenstergewänden, rustizierten Eckpilastern und Gurtgesimsen zwischen den Stockwerken. Die beiden Hauptgeschosse sitzen auf dem niedrigeren Erdgeschoss, das als typisches „Bastardgeschoß“ die Wirtschaftsräume und die Zimmer der Dienerschaft enthielt. Der Haupteingang mit seinem gebrochenen Dreiecksgiebel liegt in der Mitte des Südflügels. Die Wandflächen sind in einem hellen Ockerton verputzt, die Architekturgliederungen wurden steinsichtig belassen. Auf der Parkseite ist dem Schloss eine hohe, gewinkelte Terrasse auf vier Arkadenbögen vorgelagert, die durch ein Balustergeländer mit Kugelaufsätzen bekrönt wird. Ebenerdig liegt eine weitere Terrasse, den Durchgang flankieren zwei barocke Statuengruppen. Diese reiche Zierarchitektur steht in auffälligem Kontrast zu der sonst eher schlichten Erscheinung des Landsitzes und ist sicherlich eine nachträgliche Ergänzung.
Im Inneren ist besonders die mächtige, zweiläufige Freitreppe im Westflügel zu erwähnen. Von der Originalausstattung sind noch einige barocke Holztüren und ein Renaissancekamin im Ostflügel erhalten.
Die Schlosseinfahrt wird von eingeschossigen Nebengebäuden eingefasst. Rechts ergänzen eine Remise, links die Orangerie das Ensemble. Im Schlosshof schützt ein malerisches, viersäuliges Brunnenhäuschen mit Steinkuppel die alte Brunnen- bzw. Zisternenanlage.